# 斯庫爾克拉夫特 (密歇根州)
斯庫爾克拉夫特（英語：Schoolcraft）是位於美國密歇根州卡拉馬祖縣斯庫爾克拉夫特鎮區的一個村。

## 人口
根據2020年美國人口普查的數據，斯庫爾克拉夫特的面積為2.54平方千米，當中陸地面積為2.54平方千米，而水域面積為0.00平方千米。當地共有人口1466人，而人口密度為每平方千米577人。